# Дебело Брдо (Удбина)
44°39′ пн. ш. 15°41′ сх. д. / 44.65° пн. ш. 15.69° сх. д.
Дебело Брдо (хорв. Debelo Brdo) — населений пункт у Хорватії, у Лицько-Сенській жупанії у складі громади Удбина.

## Населення
Населення за даними перепису 2011 року становило 78 осіб.
Динаміка чисельності населення поселення:

## Клімат
Середня річна температура становить 8,61 °C, середня максимальна – 23,39 °C, а середня мінімальна – -7,98 °C. Середня річна кількість опадів – 1269 мм.
| Клімат поселення                              | Клімат поселення | Клімат поселення | Клімат поселення | Клімат поселення | Клімат поселення | Клімат поселення | Клімат поселення | Клімат поселення | Клімат поселення | Клімат поселення | Клімат поселення | Клімат поселення | Клімат поселення |
| Показник                                      | Січ.             | Лют.             | Бер.             | Квіт.            | Трав.            | Черв.            | Лип.             | Серп.            | Вер.             | Жовт.            | Лист.            | Груд.            |                  |
| Середній максимум, °C                         | 5,72             | 7,12             | 10,75            | 14,86            | 19,62            | 22,92            | 23,39            | 23,15            | 18,95            | 14,01            | 8,63             | 4,48             |                  |
| Середня температура, °C                       | −1,12            | 0,27             | 3,90             | 8,02             | 12,78            | 16,08            | 18,51            | 18,27            | 14,06            | 9,14             | 3,76             | −0,4             |                  |
| Середній мінімум, °C                          | −7,98            | −6,56            | −2,95            | 1,18             | 5,95             | 9,24             | 13,64            | 13,40            | 9,20             | 4,24             | −1,11            | −5,27            |                  |
| Норма опадів, мм                              | 91               | 93               | 96               | 106              | 95               | 94               | 72               | 83               | 122              | 135              | 157              | 125              |                  |
| Середньомісячна швидкість вітру, м/с          | 1.92             | 2.02             | 2.30             | 2.22             | 2.06             | 1.84             | 1.81             | 1.71             | 1.78             | 1.90             | 2.06             | 2.12             |                  |
| Середньомісячна сонячна радіація, кДж/м²·день | 4576             | 7254             | 10773            | 15275            | 19398            | 21500            | 23014            | 20065            | 14763            | 9459             | 4992             | 3836             |                  |
| --------------------------------------------- | ---------------- | ---------------- | ---------------- | ---------------- | ---------------- | ---------------- | ---------------- | ---------------- | ---------------- | ---------------- | ---------------- | ---------------- | ---------------- |
| Джерело:                                      |                  |                  |                  |                  |                  |                  |                  |                  |                  |                  |                  |                  |                  |